# 리차드 C. 갬블
리차드 갬블(Richard C. Gamble)은 미국의 개혁신학자이며 교수이다. 그는 현재 개혁장로신학교(Reformed Presbyterian Theological Seminary)에서 교수로 있다. 그는 미국의  리폼드 신학교, 칼빈신학교 및 필라델피아에 있는 웨스트민스터신학교에서 교수를 하였다.
그는 장 칼뱅의 해석학 방법으로 간결성과 용이성(Brevitas et Facilitas)을 비롯한 여러 논문과 책을 출판하였다. 세계칼빈학회 회장을 역임하였다.

## 교육배경
- Universitat Basel, Switzerland, ThD
- Pittsburgh Theological Seminary, MA
- Westminster College, BA[2]

## 교수사역
- Reformed Presbyterian Theological Seminary
- Reformed Theological Seminary (1997-2005)
- Henry Meeter Center for Calvin Studies, Calvin Theological Seminary (1987-1997)
- Westminster Theological Seminary (1981-1987)
- Great Lakes Gulf Presbytery, RPCNA
- Freie Evangelisch-Theologische Academis in Riechen, Switzerland (1977-1980)

## 경력들
- 미국 정통장로교회에서 안수받음
- 미시간과 펜실베니아에서 목회
- 세계칼빈학회 회장
- The Peter Martyr Library 편집위원
- 스위스 제네바에서 칼빈500기념 강좌

## 출판
- Editor or author of more than 75 publications, including The Whole Counsel of God (his multi-volume systematic theology), Calvin’s Old Testament Commentaries, A Handbook for Calvin’s Institutes, and Calvin and the Church.

## 같이 보기
- 간결성과 용이성
- en:Brevitas et facilitas
- 안명준